# Почино-Софиевский сельский совет
Почино-Софиевский сельский совет (укр. Почино-Софіївська сільська рада) — орган местного самоуправления Магдалиновского района Днепропетровской области Украины.
Административный центр сельского совета находится в с. Почино-Софиевка.

## Населённые пункты совета
- с. Почино-Софиевка
- с. Сичкаревка
- с. Тарасовка